# Puerto seco

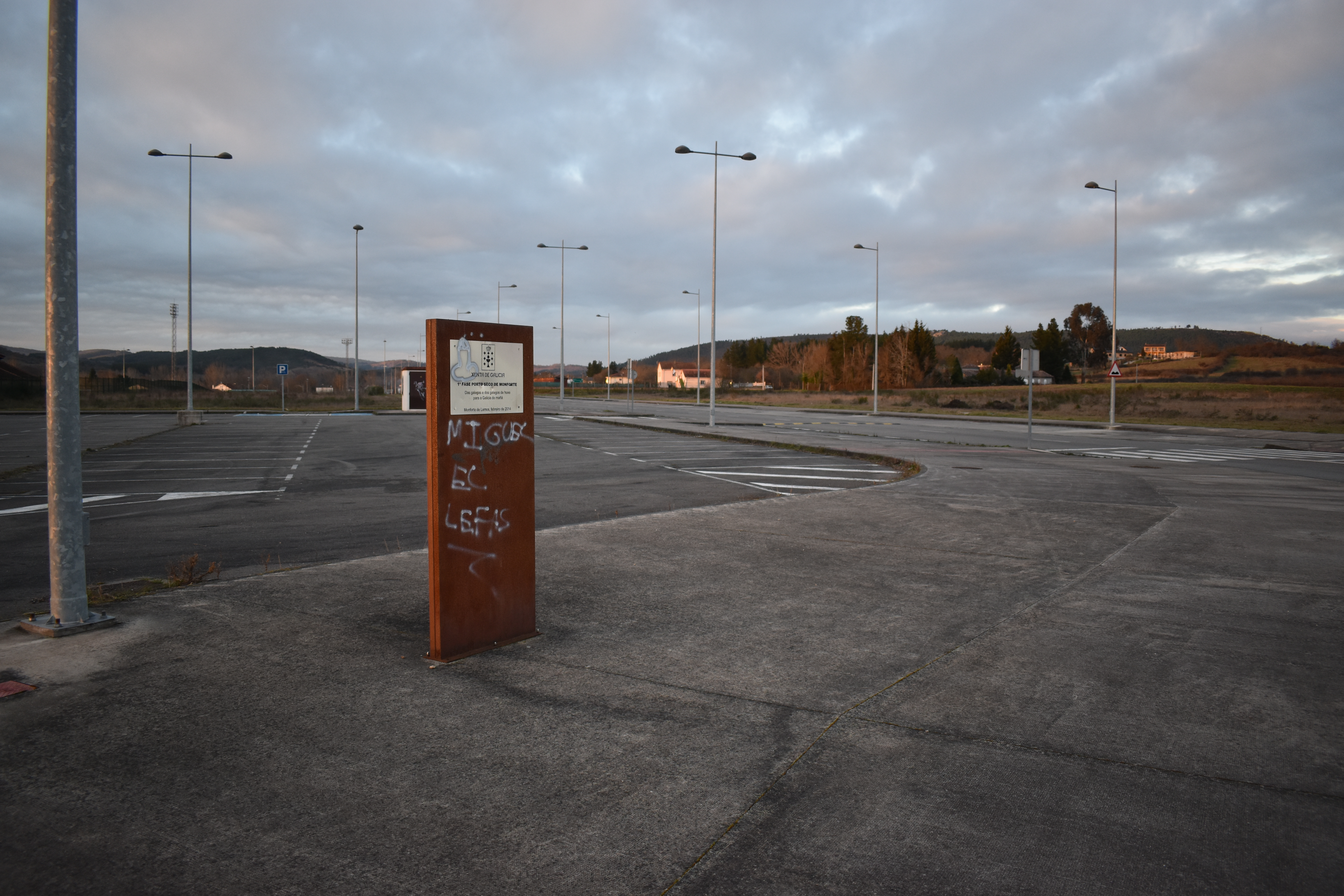
Puerto seco

Un puerto seco es una terminal intermodal interior, conectada por carretera o vía férrea con una o varias terminales marítimas, con la capacidad de posponer el control aduanero hasta la entrada en el puerto seco. Un puerto seco agiliza el movimiento de mercancías entre los buques y las redes viarias interiores, creando un punto de distribución centralizada.
Además de su papel en el transbordo de mercancías de un medio de transporte a otro, un puerto seco puede incluir instalaciones para el almacenaje y la consolidación de mercancías, empresas de transporte terrestre de mercancías (por carretera o ferroviarios) y agentes de aduanas. Estas instalaciones permiten agilizar la salida de las mercancías de los puertos hacia su destino, contribuyendo a descongestionar los propios puertos.
Muchos puertos marítimos no pueden expandir su superficie; por este motivo, parece apropiado reubicar ciertas funciones en un lugar del interior, alejado de la costa. Dado que las instalaciones de un puerto seco se construyen en terreno industrial, sin las restricciones espaciales de un puerto "histórico", los procesos de trabajo pueden optimizarse. Un puerto seco promete un manejo más rápido de la carga, tiempos de espera más cortos para los barcos, menor consumo de combustible y ahorro de CO2.
Obviamente, un puerto seco puede estar relacionado con una terminal aeroportuaria. Puede dar servicio a varios puertos marítimos. 

## Antecedentes
La definición de «puerto seco» (también conocido como «terminal interior de carga») que proporciona la UNCTAD es la siguiente:

Una instalación interior de uso común con carácter de autoridad pública, provista de instalaciones fijas que ofrecen servicios para el manejo y almacenamiento temporal de cualquier medio de transporte.

Estos servicios se pueden agrupar en:
- Transbordo de la mercancía, transportada en unidades de carga; en general, tren ⇔ camión.
- Consolidación de la mercancía o grupaje para su posterior transporte.
- Almacenaje de la mercancía hasta su recogida.
- Entrega de la mercancía y control del flujo logístico.

El término «puerto seco» indica una terminal especializada en tráfico internacional de contenedores intermodales. En lugar de cargar y descargar las mercancías en los puertos, los contenedores pueden transbordar del buque al camión a o al tren. El contenedor puede volver a transbordar entre tren y vehículo de carretera en otro punto geográfico y las mercancías sólo se cargan (en origen) y se descargan (en destino) una vez.
Algunas operaciones realizadas tradicionalmente en el puerto marítimo se pueden llevar a cabo en otra localización. Ejemplos de estas operaciones son: recepción, almacenamiento temporal, despacho aduanero, inspección, clasificación y consolidación de contenedores con un mismo destino en el extranjero, compilación de trenes de carga y trasbordo a camiones. Así, el transbordo de contenedores en el puerto marítimo se puede acelerar y el espacio dedicado al almacenaje y manipulación de los contenedores se puede reducir trasladando estas operaciones a un espacio en el interior, lejos del puerto marítimo y la costa.
La distribución puede ganar en eficiencia al establecer una conexión entre le puerto seco y el puerto marítimo a través de un tren de alta capacidad, con menor coste de transporte por unidad que enviando los contenedores uno a uno por camión. Los contenedores, tanto en la recogida como en la distribución final, se transportan por carretera, con el transbordo en el puerto seco.